# Alan Spence
Alan Spence (Seaham, 7 febbraio 1940) è un ex calciatore inglese, di ruolo attaccante.

## Carriera
Spence esordisce tra i professionisti all'età di 17 anni, mettendo a segno una rete in 5 presenze nella prima divisione inglese con la maglia del Sunderland durante la stagione 1957-1958.
Nel 1960 viene tesserato dal Darlington, club di quarta divisione, con cui gioca per un biennio in questa categoria con un bilancio totale di 24 presenze e 10 reti; si trasferisce poi al Southport, club a cui lega gran parte della sua carriera: gioca infatti da titolare con gli Yellows per sei stagioni consecutive, le prime cinque in quarta divisione e la sesta in terza divisione, con un totale di 230 presenze e 98 reti in incontri di campionato. Successivamente gioca per una stagione e mezza all'Oldham Athletic, in terza divisione, segnando in totale 12 reti in 27 partite di campionato giocate, per poi chiudere la carriera al termine della stagione 1969-1970 dopo aver giocato la seconda parte di quest'ultima annata al Chester City, club di quarta divisione, con cui realizza 2 reti in 9 presenze. A fine carriera si è poi per un periodo unito nuovamente al Southport come vice allenatore.
In carriera ha totalizzato complessivamente 295 presenze e 123 reti nei campionati della Football League.